# Italianamerican
Italianamerican é um filme de 1974 do cineasta Martin Scorsese. Os pais de Scorsese, Catherine e Charles Scorsese, protagonizam o documentário feito em casa atuando como eles mesmos. Fala sobre as experiências da família como imigrantes italianos em Nova Iorque além de outras coisas.